# Chloe Domont
Chloe Domont, née le 2 septembre 1987, à Los Angeles, est une réalisatrice et scénariste américaine.

## Biographie
Chloe Domont est née à Los Angeles, aux États-Unis, en 1987. Elle est diplômée de la Tisch School of the Arts,.  
Chloe Domont réalise ensuite le court métrage Haze, présenté en première au AFI Fest en novembre 2014. Elle réalise aussi plusieurs épisodes pour des séries télévisées comme Suits, Star Trek : Discovery ou Shooter et participe occasionnellement au scénario. Son court métrage All Good Things, qui raconte histoire d'amour insolite de ses parents, María et Ron, qui se sont connus durant une réunion des Alcooliques Anonymes, est présenté en première du True/False Film Festival. Entre 2017 et 2019, Chloe Domont réalise et écrit les scénarios de sept épisodes de la série télévisée Ballers. En 2022, elle réalise deux épisodes de la série de télévision Billions.
Le premier long métrage de Chloe Domont intitulé Fair Play, est présenté au cours du Festival du film de Sundance en 2023 et a été nommée dans la compétition dramatique américaine. Le film est un thriller érotique autour de la lutte pour le pouvoir qui a lieu au sein d'une entreprise d'investissements dans le milieu de la haute finance de Manhattan, avec Phoebe Dynevor et Alden Ehrenreich dans les rôles principaux.

## Filmographie
- 2009 : Lullaby (court métrage, réalisation et scénario)
- 2012 : Joyful Girl (court métrage, réalisation et scénario)
- 2013 : Jack's Not Sick Anymore (court métrage, réalisation)
- 2014 : Uncertain Terms (scénario avec Nathan Silver)
- 2014 : Haze (court métrage, réalisation et scénario)
- 2017 - 2019 : Ballers (série télévisée, réalisation et scénario, 7 épisodes)
- 2017 : All Good Things (court métrage, réalisation)
- 2022 : Billions (série télévisée, réalisation, 2 épisodes)
- 2023 : Fair Play (réalisation et scénario)